# Биржевой маклер

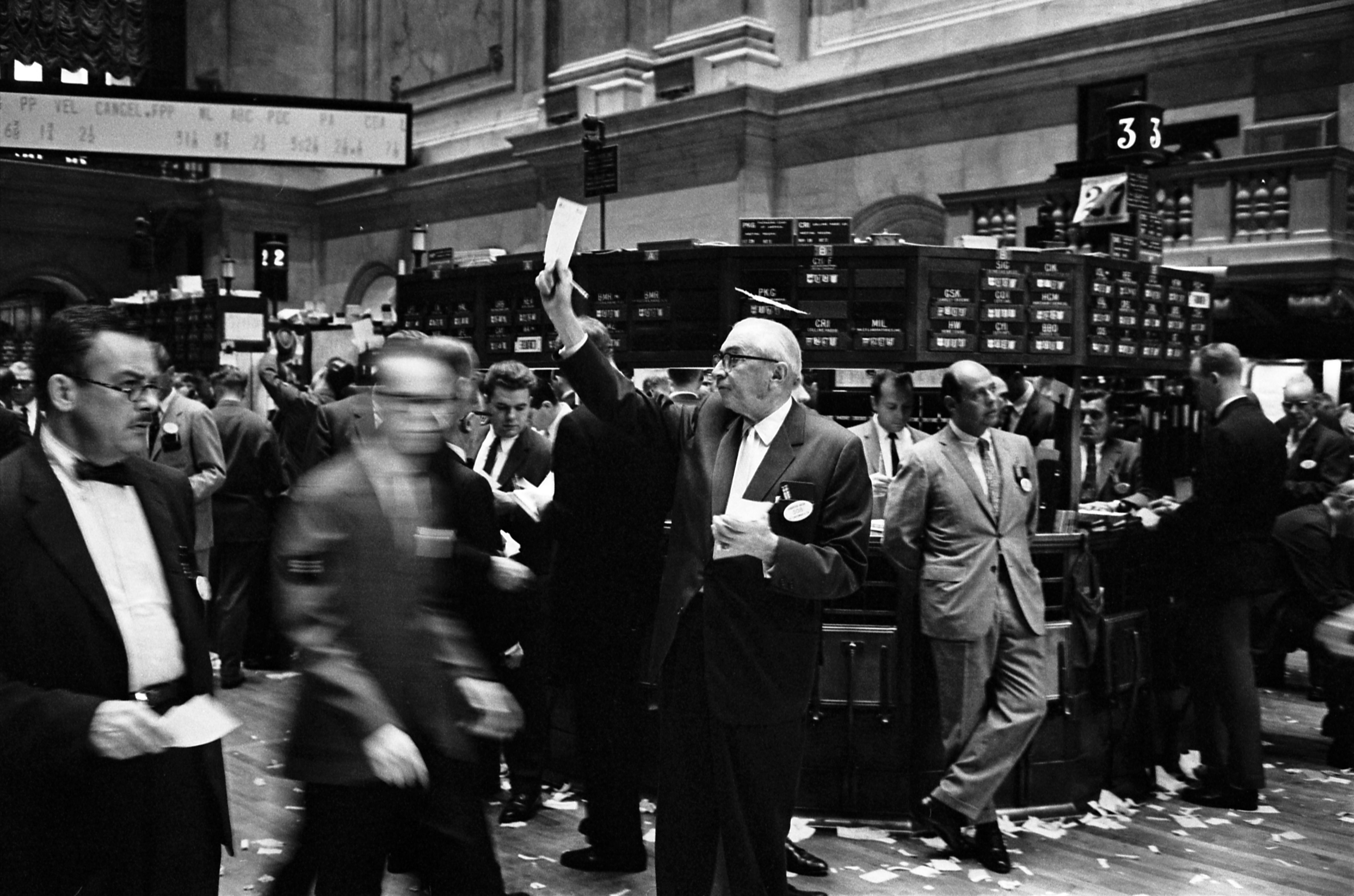
Нью-Йоркская фондовая биржа, 1963 год

Биржевой маклер — человек, работающий на бирже. Выполняет роль посредника между покупателем и продавцом.

## История
На бирже в Киеве во время Первой мировой войны большое значение имели акции местных предприятий и крупных металлургических заводов в других городах. В проведении операций принимали участие биржевые маклеры, во главе которых был гофмаклер, а также биржевой нотариус. На нижнем этаже здания биржи у маклеров были свои конторы с вывесками, которые так и гласили — «Биржевой маклер». У некоторой части маклеров были и другие конторы, частного характера, которые располагались вне биржи. В этих конторах маклеры совершали сделки за свой счет. В окнах контор биржевых маклеров часто были образцы бумаг, которые они продавали. Известно, что гофмаклер В. И. Паталеев рекламировал свою деятельность в газете «Киевское слово». Согласно нормативным правовым актам Российской империи, каждый биржевой маклер получал из места, в введении которого он состоял, специальную книгу, в которую он должен был вносить все сделки, в которых он непосредственно принимал участие. Все это должно было записываться в день заключения сделки, в крайнем случае — не позже утра следующего дня после заключения сделки. Министерство финансов осуществляло ревизию книг биржевых маклеров.

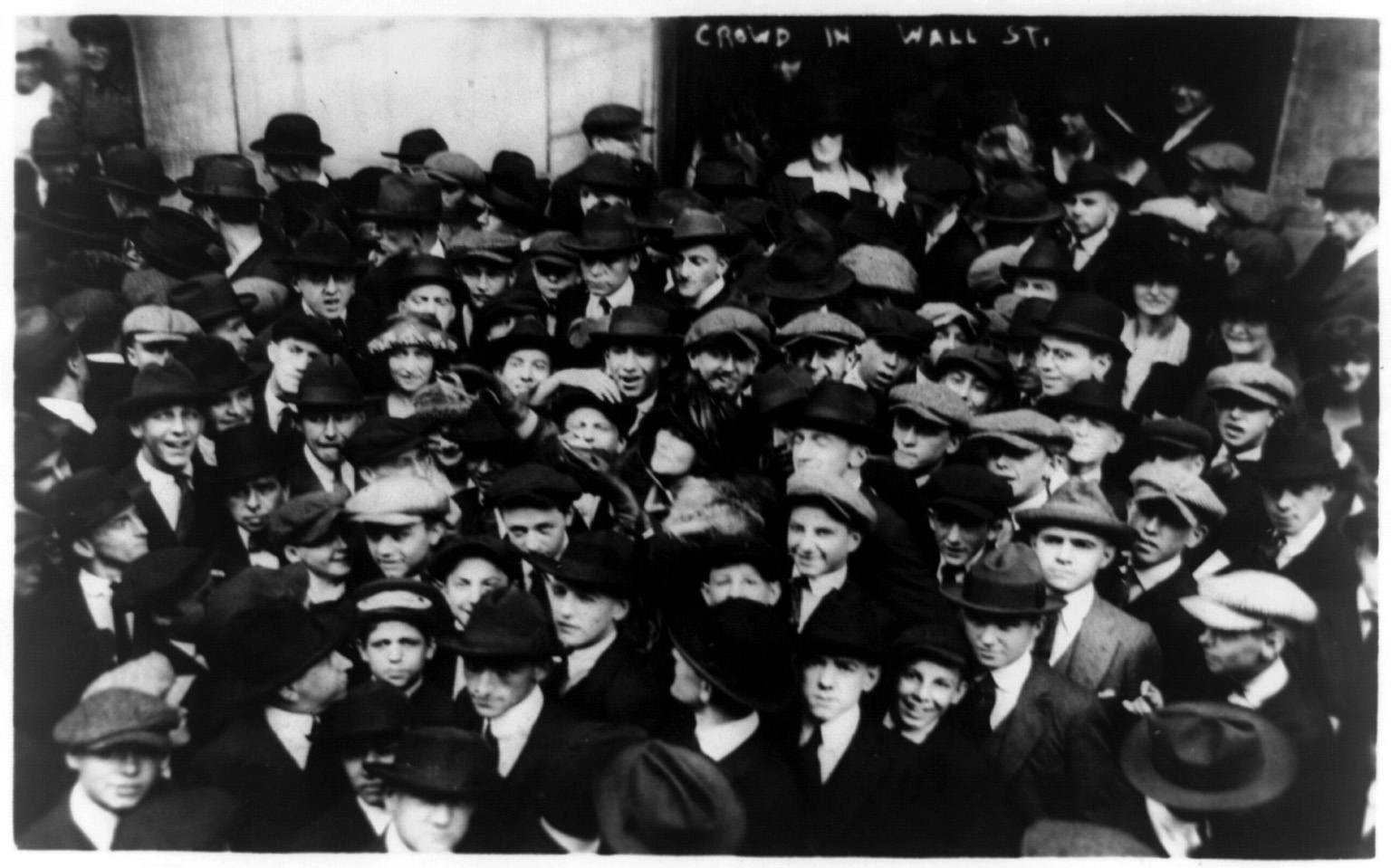
Работники биржи на Уолл-стрит

Когда биржевой маклер заключал сделку, то обе стороны выплачивали ему комиссионные. По товарным сделкам маклер получал с обеих сторон по 1/4 копейки с рубля. По векселям, по продаже золота и серебра — 1/8 копейки. По операциями с ценными бумагами — 1/10 копейки.
Комиссионные, которые получал биржевой маклер, назывались куртаж. Через какое-то время размер комиссионных стал выше и составил 1/4 процента с сахара, 1/2 процента с других товаров, с разных ценных бумаг и векселей — 1/8 процента.
Существовали особые биржевые маклеры, которые выполняли обязанности младших нотариусов. Обычно они встречались в портовых и больших торговых городах.
В первые годы существования СССР была профессия биржевого маклера. Биржевые маклеры представляли собой должностных лиц биржи, которые должны были исполнять приказы посетителей биржи и членов биржи, для совершения сделок на бирже, через подыскивание контрагентов, через составление маклерских записок. Биржевые маклеры были товарными и фондовыми. Они не могли исполнять обязанности друг друга. Биржевому маклеру было запрещено делать на бирже или вне ее торговые операции от себя лично или через своих собственных представителей. Старший биржевой маклер должен был присутствовать на каждой фондовой бирже, товарной бирже или в фондовом отделе. Когда биржевой маклер состоял на службе на бирже, он не имел права работать где-то еще. Среди обязанностей биржевого маклера было наблюдать за тем, чтобы сделки, которые заключались при его участии, соответствовали действующему законодательству.

## Описание
Биржевого маклера, который играет на повышение курса через покупку ценных бумаг, называют «быком», а того, кто на понижение курса — «медведем».
Биржевые маклеры по поручению своих клиентов приобретают или продают товар на бирже. Это происходит за счет клиентов. Часть сделок биржевые маклеры делают за свой счет и от своего имени. На бирже проходит 5-10 % сделок на реальный товар, а срочных сделок — 90-95 %.
Если рассматривать фондовые биржи с точки зрения правового статуса, то можно поделить их на три типа: частные, публично-правовые, смешанные. Публично-правовой тип фондовой биржи контролирует государство, которое может назначать и отстранять от работы биржевых маклеров. Это характерно для Франции.